# Поліцейська історія 3: Суперполіцейський
Поліцейська Історія 3: Суперполіцейський (англ. Police Story 3: Super Cop) — гонконгський фільм з Джекі Чаном у головній ролі, вийшов на екрани у 1993 році.

## Сюжет
Поліція Гонконгу та Китаю спільно з Інтерполом готують масштабну операцію з ліквідації інтернаціональної банди наркоторговців. Задум операції зводиться до того, щоб витягнути з китайської в'язниці одного з ватажків наркоспрута і через нього вийти на верхівку організованої піраміди. Реалізацію цього задуму доручають гонконгському поліціянту Чану.

## В ролях
- Джекі Чан — Кевін Чан Ка-Куй
- Мішель Єо — інспектор Джесіка Ванг
- Мегі Ченг — Мей
- Єн Вах — Пантера
- Кенет Тсанг — Чайбат
- Ло Лей — Генерал
- Джозефін Ку — Чен Вен-Ші

## Касові збори
Фільм зібрав HKD 32 609 783 в Гонконзі і $16 270 600 в США (Версія Dimension). В США фільм показали в 1 406 кінотеатрах.

## Номінації та нагороди
- 1992 Фестиваль «Золотий Кінь»
  - Виграв: Найкращий актор (Джекі Чан)
  - Виграв: Найкращий монтаж (Пітер Ченг, Ченг Каї-Феї)

- 1993 «Гонконзька кінопремія»
  - Номінація: Найкращий актор (Джекі Чан)
  - Номінація: Найкращий актор хореографії (Стенлі Тонг, Танг Так-Вінг, Айлен Сіт, Чанг Мен-Чінг, Вонг Мінг-Сінг)